# Handelskammer Lingen
Die Handelskammer Lingen war eine hannoversche und dann preußische Handelskammer mit Sitz in Lingen.

## Geschichte
Rechtsgrundlage für die Handelskammern im Königreich Hannover war das Königlich Hannoversche Gesetz vom 5. Oktober 1864 betr. Einführung des allgemeinen deutschen Handelsgesetzbuches. Danach war die Regierung ermächtigt, Handelskammern zu errichten. Eine Verordnung vom 7. April 1866 regelte die rechtlichen und organisatorischen Einzelheiten. Mit Bekanntmachung vom 5. Juni 1866 ordnete das Königliche Ministerium des Innern für den Landdrosteibezirk Osnabrück die Bildung von zwei Kammern mit dem Sitz in Osnabrück und Lingen an. 
Den Bezirk der Kammer Lingen setzte sich aus der Stadt Lingen und den Ämtern Lingen, Meppen, Haselünne, Aschendorf, Hümmling, Freren, Neuenhaus und Bentheim zusammen. Wahlberechtigt waren hier 684 Unternehmen. Die Kammer bestand aus 10 Mitgliedern, von denen die Stadt Lingen 
zwei Mitglieder und die übrigen acht Ämter jeweils ein Mitglied wählten. Bei den ersten Kammerwahlen wurden unter anderem Kommerzienrat Wilhelm Jüngst (Stadt Lingen), Kaufmann H.-F. Lauten, Kaufmann H. Jütting, Rudolph Windhoff (Firma Windhoff, Deeters & Comp.), Hermann Kistemaker (Kistemaker & Povel) und Willem Stroink. 
Am 11. September 1866 fand die konstituierende Kammerversammlung statt auf der Wilhelm Jüngst zum Vorsitzenden gewählt wurde. Stellvertreter wurde der Kaufmann H.-F. Lauten. Nach kurzer Zeit schied Jüngst aus Vorsitz und Handelskammer aus (Jüngst hatte Konkurs angemeldet) und H.-F. Lauten wurde zum Vorsitzenden gewählt. Kammersekretär war zunächst der Kaufmann E. Sprick und seit Oktober 1866 der Lingener Bürgermeister Werner von Beesten.
Die Handelskammer Lingen forderte eine Ergänzung der hannoverschen Westbahn durch eine West-Ost-Verbindung, die die holländischen Handelsplätze mit Bremen und Hamburg verbinden sollte sowie eine Beschleunigung des Kanalbaus oder Tarifverbesserungen für die einheimische Eisenbahn. Die Forderung der Kammer um Aufnahme der Stadt Haselünne in das Telegrafennetz wurde umgesetzt.
Mit der Annexion durch Preußen wurde die Kammer 1871 aufgehoben und der Sprengel dem der Handelskammer Osnabrück zugeordnet.